# Chersotis griseivena
Chersotis griseivena är en fjärilsart som beskrevs av George Francis Hampson 1894. Chersotis griseivena ingår i släktet Chersotis och familjen nattflyn. Inga underarter finns listade i Catalogue of Life.